# Brémai Ádám
Brémai Ádám vagy latin nevén Adamus Bremensis (? – Bréma, 1081 vagy 1085) német teológus, történetíró és földrajztudós. A középkori Észak-Európa, illetve a viking történelem egyik legfontosabb krónikása.

## Élete és munkássága
Nagy valószínűséggel a mai Bajorország északi területén fekvő Bamberg városkából származott. Magdeburgban vagy Bambergben tanult. 1067-ben Adalbert érsek meghívására Brémába, az érseki udvarba került. Bréma akkoriban fontos szerepet töltött be a vikingek kereszténységre térítésében. Ádám egyházi elöljáróként fontos információkhoz jutott hozzá az északi területekről. 1067–1069 között utazásra indult a viking Skandináviába, ahol találkozott II. Svenddel, Dánia uralkodójával.
Brémába visszatérvén hamarosan kanonok, majd a kolostori iskola vezetője (magisztere) lett. Nem sokkal ezek után kezdett hozzá Hamburg és Bréma történetének feldolgozásához. 1072 és 1076 között írta meg a hamburg-brémai érsekség történetéről szóló művét Gesta Hammaburgiensis ecclesiae pontificum („Hamburgi egyháztörténet” vagy „A hamburgi egyház főpapjainak története”) címmel.
Latin nyelven alkotott. Az adataiban a kor színvonalához képest meglepően pontos, kronológiailag hiteles mű négy könyvben tárgyalja az érsekség területének földrajztudományát, népeinek történetét. 
A mű első három kötetében saját tapasztalatai és régebbi krónikák felhasználásával dolgozta fel a hamburgi püspökség és az Északi-tenger szigeteinek történetét. Tudósításaiban kitér a mai Észak-Németország különböző területeire, így az akkoriban itt élő szláv törzsekre is. A Descriptio insularum aquilonis („Az északi szigetek meghódítása”) című negyedik könyv az érsekség által meghódított és megkeresztelt viking népek kalandozásait írja le érdekes, anekdotázó stílusban. A szerző bemutatja a mai Nagy-Britannia, Dánia, Norvégia és Svédország vidékeit. A mű a legkorábbi történeti forrásmű Izland és Grönland szigetéről is. Ádám könyvének egyik leghíresebb fejezetében megemlíti Vinlandot, az Atlanti-óceán amerikai partján fekvő viking területet.
A negyedik könyvben érdekes egyházkritikai szemlélet is megfigyelhető: „Erkölcseik…kiválóságát, tudomásom szerint, egyedül a papok kapzsisága rontja el. Mert még a betegek látogatása és a halottak eltemetése is mind megvásárlandó”.
Valószínűleg 1081 és 1085 között halt meg.